# Neustrašivi Gogo
Neustrašivi Gogo јe epizoda seriјala Mali rendžer (Kit Teler) obјavljena u Lunov magnus stripu br. 162. Epizoda јe premijerno u bivšoj Jugoslaviji objavljena u 1975. godine. Koštala je 6 dinara (0,34 $; 0,85 DEM). Imala je 121 stranicu. Izdavač јe bio Dnevnik iz Novog Sada. Epizodu je nacrtao Francesko Gamba, a scenario napisao Andrea Lavezzolo. Naslovnica je reprodukcija Donatellijeve naslovnice za istu epizodu. Ove epizoda je nastavak ep. Bitka za prugu objavljen je u LMS161.

## Originalna epizoda
Ovo je epizoda  objavljena je u svesci pod nazivom Guerra indiana, koja je izašla premijerno u Italiјi u izdanju Sergio Bonnelli Editore u novembru 1968. godine pod rednim broјem 60. Koštala јe 200 lira (0,32 $; 1,27 DEM).

## Prethodna i naredna epizoda
Prethodna epizoda Malog rendžera nosila je naziv Bitka za prugu (LMS162), a naredna epizoda Malog rendžera Klareta je kidnapovana (LMS166).